# Gunoierii spațiali
Gunoierii spațiali (în hangul: 승리호; RR: Seungriho) este un film științifico-fantastic de operă spațială regizat de  Jo Sung-hee după un scenariu de Yoon Seung-min. În rolurile principale au interpretat actorii Song Joong-ki, Kim Tae-ri, Jin Seon-kyu și Yoo Hae-jin. Considerat ca primul blockbuster coreean de operă spațială, a fost lansat de Netflix la 5 februarie 2021.
A fost produs de studiourile Bidangil Pictures și Dexter Studios. Coloana sonoră a fost compusă de Kim Tae-seong. 
Cheltuielile de producție s-au ridicat la 24 de miliarde de woni (cca. 21,2 milioane de dolari americani).

## Rezumat
Are loc în anul 2092, când Pământul a devenit aproape nelocuibil. Fugind de pe planeta bolnavă, corporația UTS construiește un nou cămin pentru cei bogați pe Planeta Roșie, unde pot trăi doar câțiva aleși.
Intriga urmărește echipajul unei nave care adună gunoaie spațiale, numită Victoria. Viața lor ia o întorsătură uriașă atunci când o descoperă pe Dorothy, o fetiță nanorobotizată, care a terraformat planeta Marte și a schimbat-o în Paradisul magnaților. Dar puterile ei o pot transforma și într-o armă de distrugere în masă. Împovărați de datorii și dorințe neîmplinite, gunoierii spațiali se implică într-o aventură riscantă, mai mult decât și-ar fi putut imagina.

## Distribuție
Au interpretat actorii:
- Song Joong-ki - Tae-ho - Fost comandant al gărzilor spațiale și primul UTS Genius.
- Kim Tae-ri - căpitanul Jang - fost ofițer al echipei Forțelor Speciale care ulterior și-a părăsit postul pentru a-și crea propria organizație de pirați. Ea a încercat să-l asasineze pe CEO James Sullivan, misiune în care întregul ei echipaj de pirați a fost ucis.
- Jin Seon-kyu - Tiger Park - Fostul rege al drogurilor care a scăpat de pe Pământ după ce a fost arestat și condamnat la moarte.
- Yoo Hae-jin - Robot Bubs
- Richard Armitage - James Sullivan - CEO al UTS și tatăl adoptiv al lui Tae-ho. El este motivat să distrugă Pământul folosindu-se de Kot-nim.
- Kim Mu-yeol - Kang Hyeon-u, tatăl lui Kang Kot-nim și un om de știință.
- Park Ye-rin - Dorothy / Kang Kot-nim - mai întâi se crede că este un robot, ea este de fapt un om dar i-au fost injectați nanoboți de tatăl ei ca ultimă soluție pentru a o vindeca.